# Премия Бобби Розенфельд

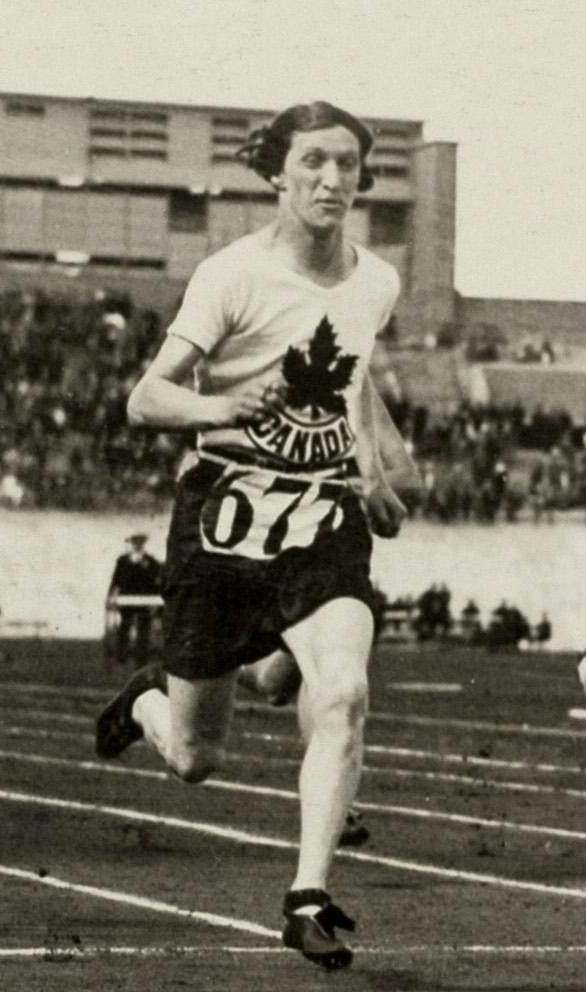
Бобби Розенфельд, названная лучшей спортсменкой первой половины столетия, — олимпийская чемпионка по легкой атлетике, а также хоккеистка, баскетболистка и теннисистка

Премия Бобби Розенфельд (англ. The Bobbie Rosenfeld Award) — ежегодная награда, вручаемая лучшей спортсменке года в Канаде. Победителя выбирают спортивные журналисты Canadian Press (CP) в ходе голосования. Впервые награда была вручена в 1933 году, через год, после учреждения Премии Лионеля Конахера — лучшему спортсмену Канады среди мужчин. Ада Маккензи стала первой обладательницей этой награды. С 1978 года победителю в качестве награды стали вручать металлический диск. Премия названа в честь Бобби Розенфельд, которая в 1950 году была названа лучшей спортсменкой первой половины столетия. Опрос проходит по очковой системе, когда участники голосования выбирают трёх лучших спортсменок по их мнению. Первый выбор получает три очка, второй — два, а третий — одно. В 1971 году два спортсмена: Дебби Ван Кикебелт и Дебби Брилл набрали одинаковое количество очков — 208. Ван Кикебелт набрала больше первых мест — 55 против 38, однако обе спортсменки стали сообладателями награды в этом году. Барбара Энн Скотт стала первой женщиной, которой присудили эту награду единогласным решением в 1947 году. На следующий год она почти повторила это достижение, однако на этот раз одно первое место было отдано Виктори Гифт.
С 1942 по 1944 награда не вручалась из-за Второй мировой войны. В 1950 году награда не вручалась, так как CP вместо этого определили спортсменку первой половины столетия, которой стала Бобби Розенфельд. В 1999 году спортсменкой столетия была названа Нэнси Грин, которая дважды получала премию Бобби Розенфельд, стала Олимпийский чемпионкой, шесть раз побеждала на чемпионате Канады и дважды завоёвывала Кубок мира. В 2008 году награда впервые была вручена спортсмену-инвалиду. Её обладательницей стала Шанталь Петиклер, завоевавшая пять золотых медалей на Паралимпийских играх в Пекине. Барбара Эн Скотт стала первой спортсменкой, завоевавшей эту премию три раза. Чаще других эту награду получала Марлен Стрет — 5 раз. Последним обладателем этой награды стала теннисистка Брук Хендерсон.

## Победители

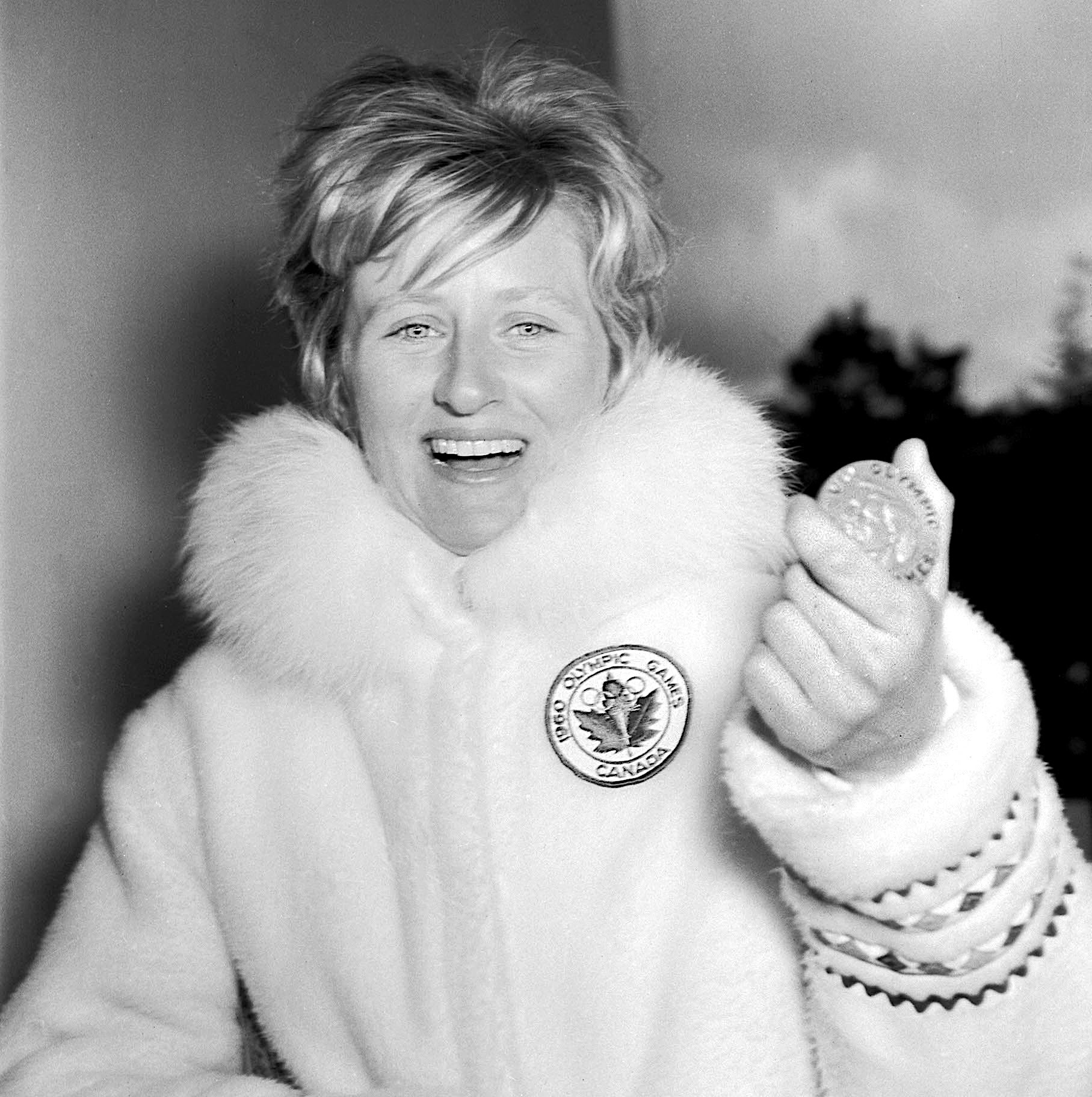
Энн Хеггтвейт дважды получала награду в 1960-х годах

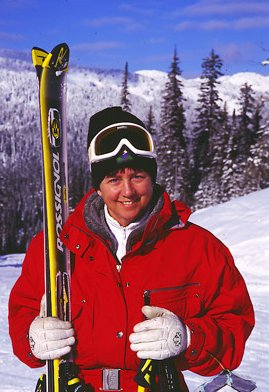
Нэнси Грин двукратная обладательница премии, а также была названа лучшей спортсменкой столетия.

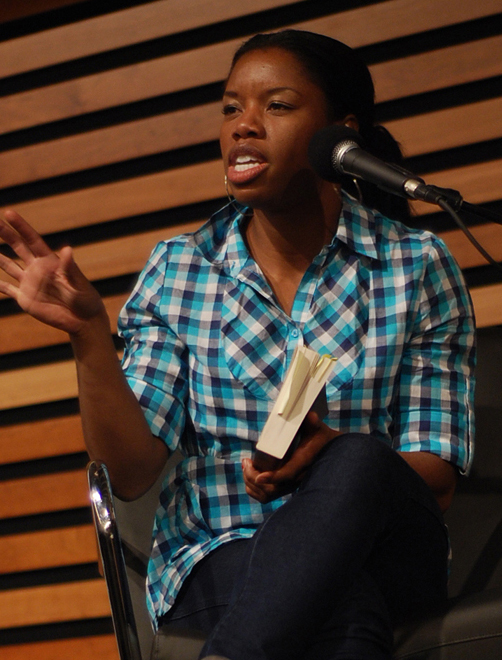
Пердита Фелисьен, победитель в 2003 году

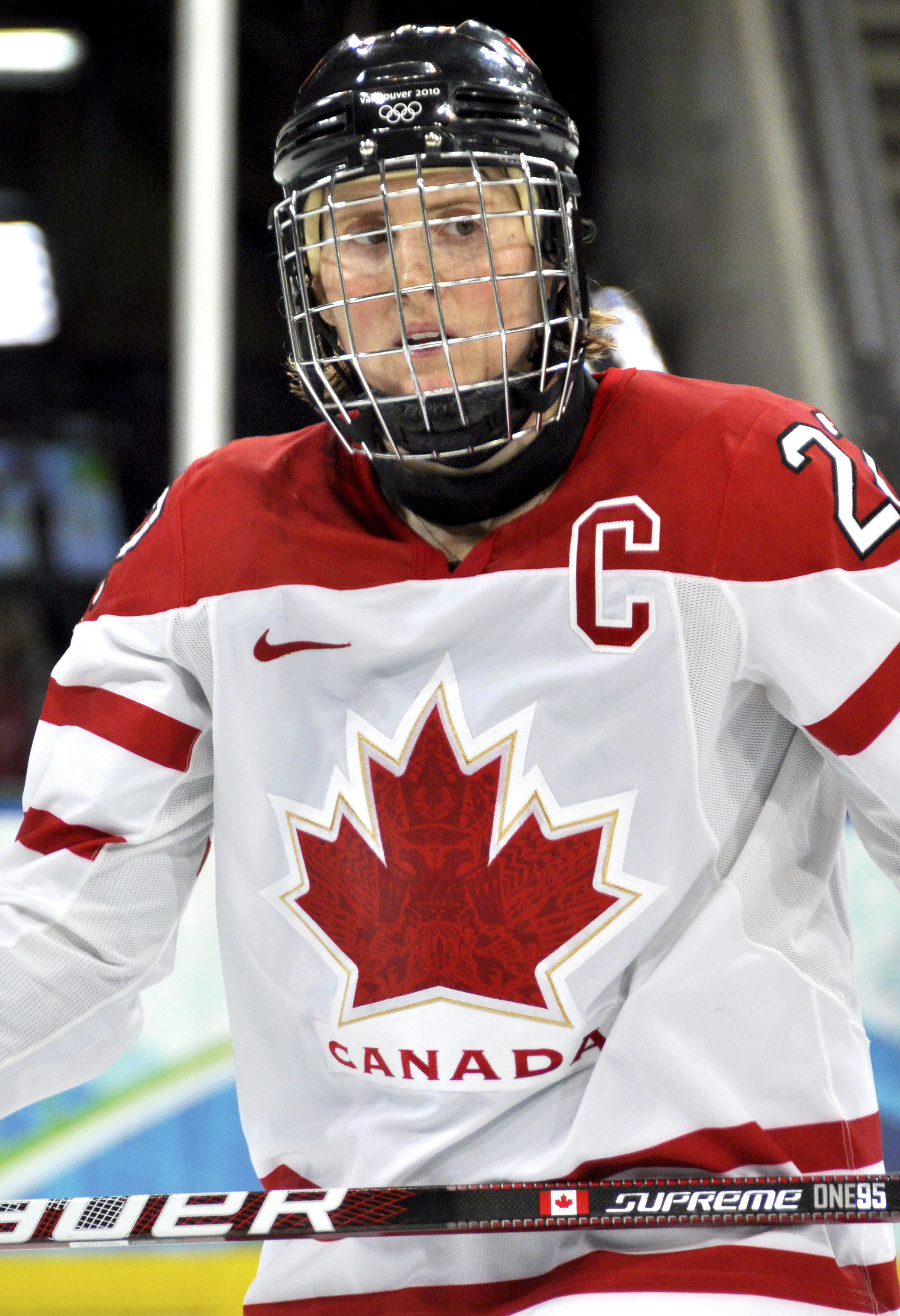
Хейли Виккенхайзер, победитель в 2007 году

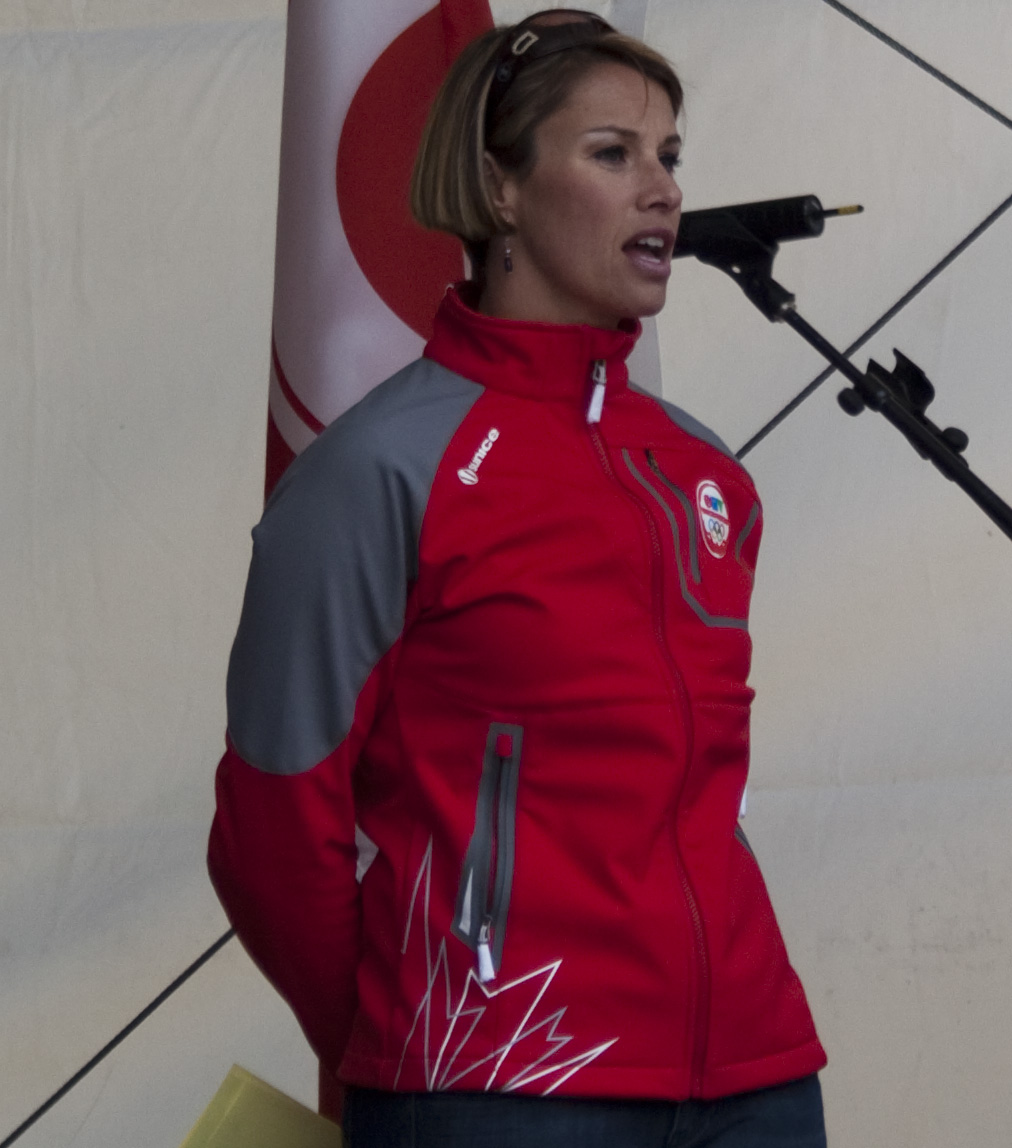
Катриона Лемэй-Доан — трёхкратный обладатель награды

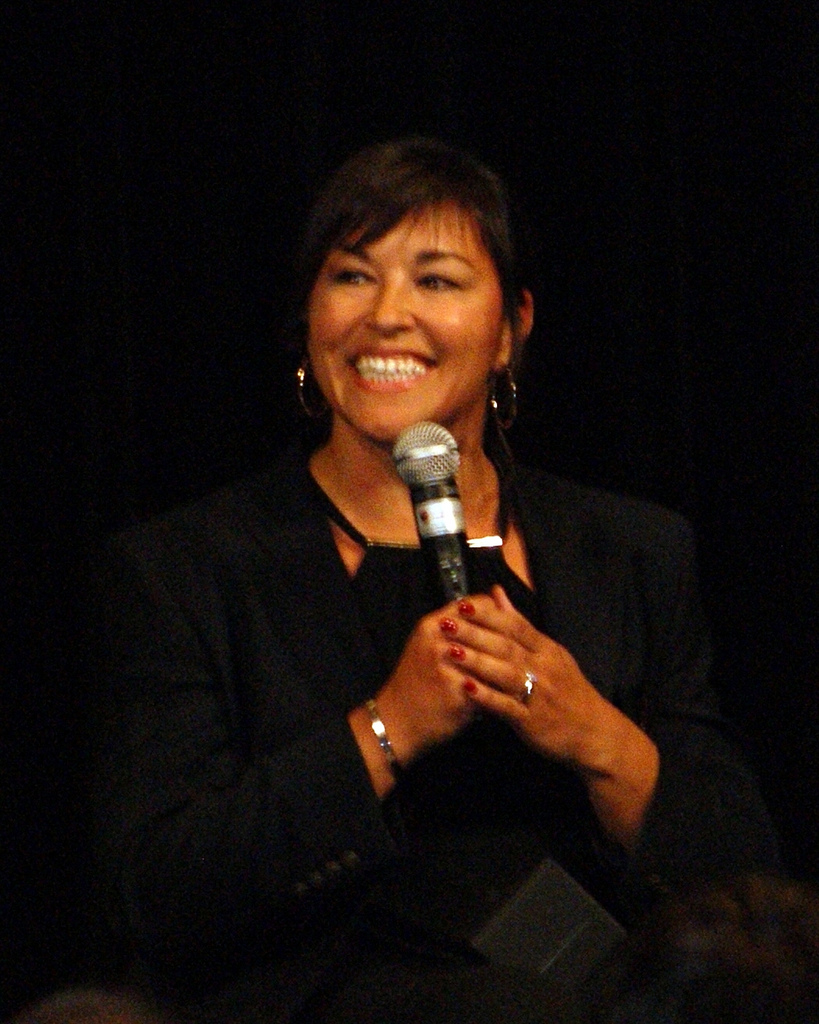
Шанталь Петиклер стала первым спортсменом-инвалидом, получившим эту премию

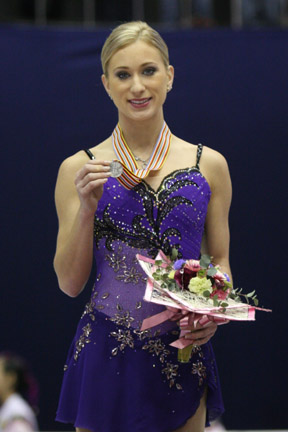
Джоанни Рошетт, победитель в 2010 году

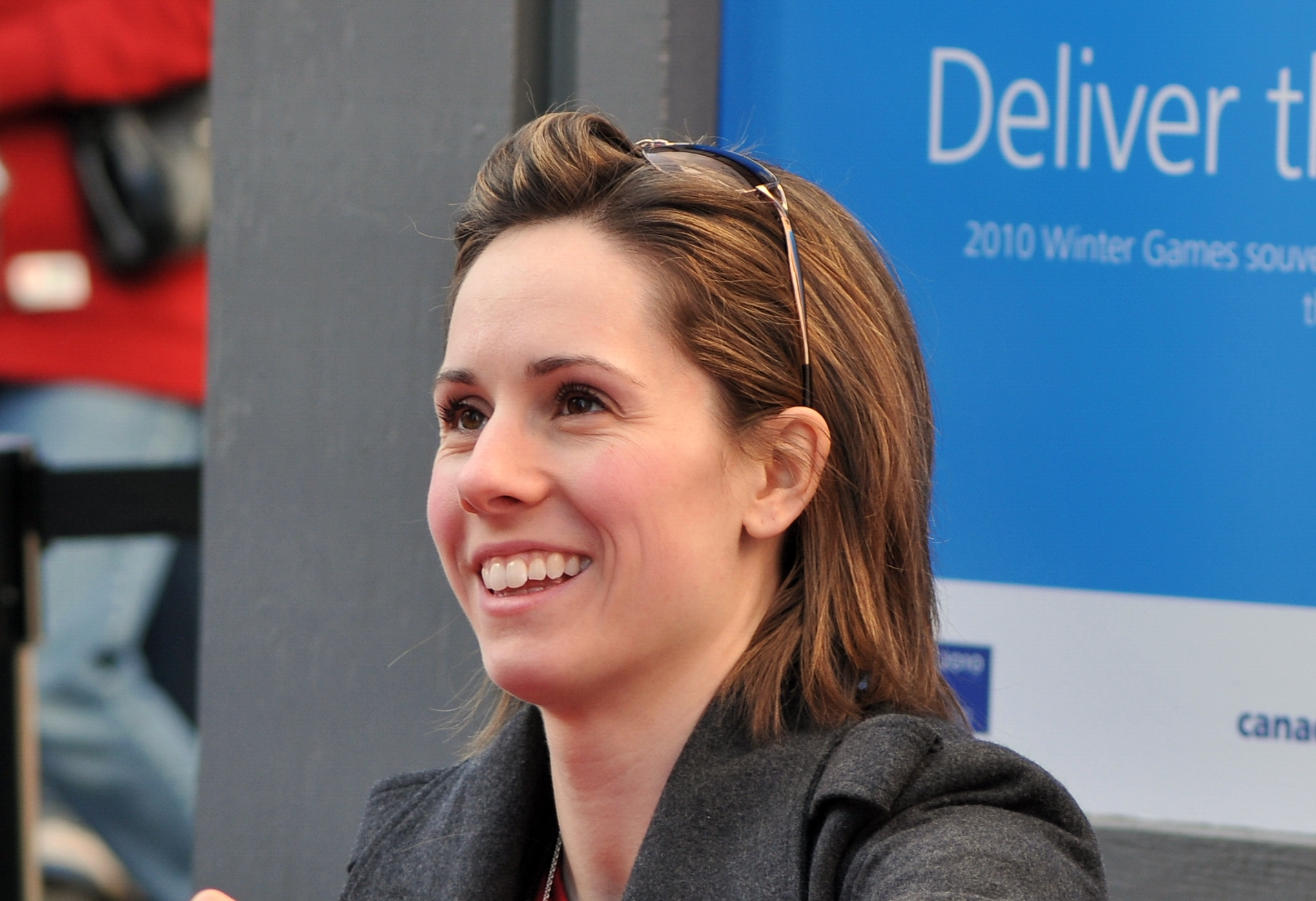
Дженнифер Хейл, победитель в 2011 году

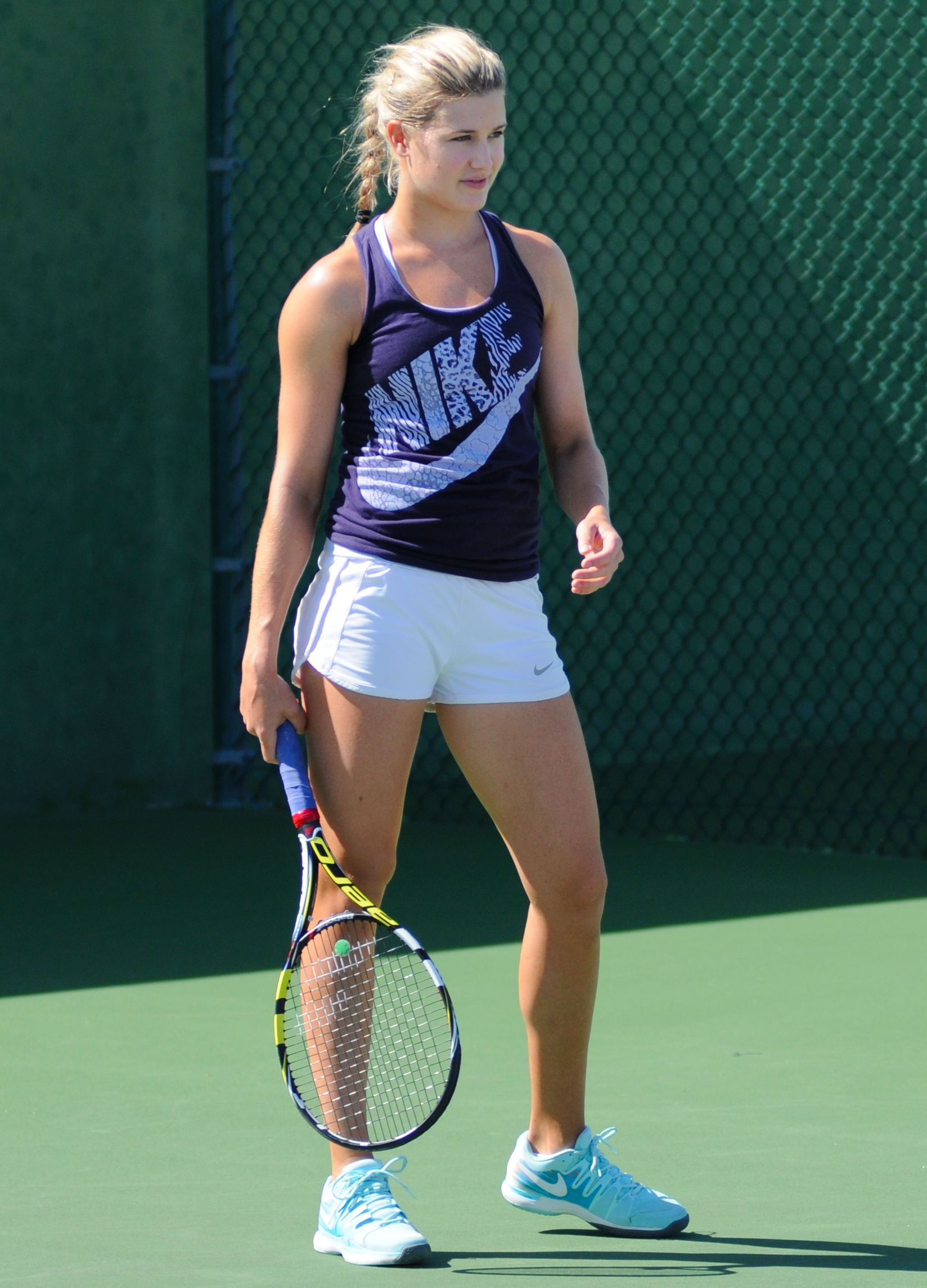
Эжени Бушар, победитель в 2013 и 2014 годах

|  | Также получила приз Лу Марша («Полярная звезда»), как спортсмен года в Канаде |

| Год  | Победитель                                             | Спортивная дисциплина        | Победа          | Достижения |
| ---- | ------------------------------------------------------ | ---------------------------- | --------------- | --- |
| 1933 | Ада Маккензи                                           | Гольф                        | 1               | Победитель открытого и закрытого чемпионатов Канады |
| 1934 | Филлис Дюар                                            | Плаванье                     | 1               | Завоевала четыре золотых медалей на играх Британской империи |
| 1935 | Эйлин Мигер                                            | Лёгкая атлетика              | 1               | Считалась лучшим спринтером в Канаде |
| 1936 | Элизабет Тэйлор                                        | Лёгкая атлетика              | 1               | Третье место в беге на 80 м с барьерами на Олимпийских играх |
| 1937 | Робина Хиггинс                                         | Лёгкая атлетика              | 1               | Установила рекорд Канады в метании копья |
| 1938 | Ноэл Макдональд                                        | Баскетбол                    | 1               | Была капитаном команды, завоевавшей первое место в чемпионате страны |
| 1939 | Мэри Роуз Такер                                        | Фигурное катание             | 1               | Первое место на чемпионате Северной Америки |
| 1940 | Дороти Уолтон                                          | Бадминтон                    | 1               | Завоевала чемпионские титулы Торонто, Онтарио и Канады |
| 1941 | Мэри Роуз Такер                                        | Фигурное катание             | 2               | Выиграла чемпионат Северной Америки третий год подряд |
| 1942 | Не вручалась[a]                                        | Не вручалась[a]              | Не вручалась[a] | Не вручалась[a] |
| 1943 | Не вручалась[a]                                        | Не вручалась[a]              | Не вручалась[a] | Не вручалась[a] |
| 1944 | Не вручалась[a]                                        | Не вручалась[a]              | Не вручалась[a] | Не вручалась[a] |
| 1945 | Не вручалась[a]                                        | Не вручалась[a]              | Не вручалась[a] | Не вручалась[a] |
| 1946 | Барбара Энн Скотт                                      | Фигурное катание             | 1               | Чемпион Канады и Северной Америки |
| 1947 | Барбара Энн Скотт[b]                                   | Фигурное катание             | 2               | Первое место на чемпионатах Европы и мира |
| 1948 | Барбара Энн Скотт[b]                                   | Фигурное катание             | 3               | Первое место на Олимпийских играх, чемпионатах Европы и мира |
| 1949 | Ирэн Стронг                                            | Плавание                     | 1               | Установила несколько рекордов Канады |
| 1950 | Бобби Розенфельд Спортсмен первой половины столетия[c] | Лёгкая атлетика              | —               | Золотая и серебряная медаль на летних Олимпийских играх 1928 года, установила рекорды в многочисленных легкоатлетических дисциплинах, также играла в хоккей, баскетбол и теннис                      |
| 1951 | Не вручалась                                           | Не вручалась                 | Не вручалась    | Не вручалась |
| 1952 | Марлен Стрет                                           | Гольф                        | 1               | Победитель закрытого женского чемпионата Канады |
| 1953 | Марлен Стрет                                           | Гольф                        | 2               | Победитель женского чемпионата Британии среди любителей |
| 1954 | Мэрилин Белл[b]                                        | Плаванье                     | 1               | Стала первым человеком, переплывшим озеро Онтарио |
| 1955 | Мэрилин Белл                                           | Плавание                     | 2               | Стала самым молодым человеком, переплывшим Английский канал |
| 1956 | Марлен Стрет[b]                                        | Гольф                        | 3               | Победитель восьми турниров, включая женского чемпионата США среди любителей |
| 1957 | Марлен Стрет                                           | Гольф                        | 4               | Победитель закрытого чемпионата Канады и чемпионата Онтарио среди любителей |
| 1958 | Люсиль Уилер[b]                                        | Лыжный спорт                 | 1               | Чемпион мира в скоростном спуске и гигантском слаломе |
| 1959 | Энн Хеггтвейт                                          | Горнолыжный спорт            | 1               | Победительница нескольких европейских соревнований |
| 1960 | Энн Хеггтвейт[b]                                       | Горнолыжный спорт            | 2               | Первое место на Олимпийских играх |
| 1961 | Мэри Стюарт                                            | Плавание                     | 1               | Установила мировой рекорд в заплыве на 110 ярдов баттерфляем |
| 1962 | Мэри Стюарт                                            | Плавание                     | 2               | Первое место на играх Содружества |
| 1963 | Марлен Стрет                                           | Гольф                        | 5               | Одержала победу на трёх чемпионатах, включая закрытый и открытый чемпионаты Канады |
| 1964 | Петра Бурка                                            | Фигурное катание             | 1               | Первое место на чемпионате Канады и третье место на Олимпийских играх |
| 1965 | Петра Бурка[b]                                         | Фигурное катание             | 2               | Первое место на чемпионате мира |
| 1966 | Элейн Таннер[b]                                        | Плаванье                     | 1               | Завоевала четыре золотые медали на играх Британской империи и Содружества наций |
| 1967 | Нэнси Грин[b]                                          | Горнолыжный спорт            | 1               | Обладательница Кубка мира по горнолыжному спорту |
| 1968 | Нэнси Грин[b]                                          | Горнолыжный спорт            | 2               | Завоевала золотую и бронзовую медаль на Олимпийских играх, а также стала обладательницей Кубка мира                                                                                                  |
| 1969 | Беверли Бойс                                           | Прыжки в воду                | 1               | Чемпион Канады и победитель чемпионата Англии по прыжкам в воду |
| 1970 | Беверли Бойс                                           | Прыжки в воду                | 2               | Завоевала две золотые медали на Играх Британского Содружества наций |
| 1971 | Дебби Ван Кикебелт[d]                                  | Современное пятиборье        | 1               | Первое место на Панамериканских играх |
| 1971 | Дебби Брилл[d]                                         | Прыжок в высоту              | 1               | Первое место на Панамериканских играх |
| 1972 | Жаклин Бурасса                                         | Гольф                        | 1               | Вошла в двадцатку лучших гольфисток в рейтинге Женской профессиональной ассоциации гольфа |
| 1973 | Карен Магнуссен                                        | Фигурное катание             | 1               | Первое место на чемпионате мира |
| 1974 | Уэнди Хогг                                             | Плаванье                     | 1               | Завоевала три золотые медали на Играх Британского Содружества наций |
| 1975 | Нэнси Гэрэпик                                          | Плаванье                     | 1               | Установила мировой рекорд на дистанции 200 метров на спине |
| 1976 | Кэти Крайнер                                           | Горнолыжный спорт            | 1               | Первое место на Олимпийских играх |
| 1977 | Синди Николас                                          | Плавание                     | 1               | Стала первой женщиной, дважды пересёкшей Английский канал |
| 1978 | Диана Джоунс-Кониховски                                | Современное пятиборье        | 1               | Первое место на играх Содружества наций |
| 1979 | Сандра Пост[b]                                         | Гольф                        | 1               | Стала второй в рейтинге Женской профессиональной ассоциации гольфа и завоевала больше призовых, чем любая канадская гольфистка до этого                                                              |
| 1980 | Сандра Пост                                            | Гольф                        | 2               | Заработала более 100 000 долларов призовых |
| 1981 | Трэйси Вейнмен                                         | Фигурное катание             | 1               | Победитель St. Ivel International |
| 1982 | Герри Соренсен                                         | Горнолыжный спорт            | 1               | Первое место на чемпионате мира в скоростном спуске |
| 1983 | Карлинг Бассетт                                        | Теннис                       | 1               | Выиграла один турнир и ещё в двух заняла второе место в своём дебютном сезоне в профессионалах |
| 1984 | Сильвии Бернье                                         | Прыжки в воду                | 1               | Золотая медаль на Олимпийских играх |
| 1985 | Карлинг Бассетт                                        | Теннис                       | 2               | Заняла семнадцатое место в рейтинге Женской теннисной ассоциации |
| 1986 | Лори Грэм                                              | Горнолыжный спорт            | 1               | Семь раз входила в тройку сильнейших и стала третье место в общем зачёте в скоростном спуске |
| 1987 | Каролин Уолдо                                          | Синхронное плавание          | 1               | Завоевала две золотые медали на чемпионате мира по водным видам спорта |
| 1988 | Каролин Уолдо[b]                                       | Синхронное плавание          | 2               | Завоевала две золотые медали на Олимпийских играх |
| 1989 | Хелен Келеси                                           | Теннис                       | 1               | Заняла тринадцатое место в рейтинге Женской теннисной ассоциации |
| 1990 | Хелен Келеси                                           | Теннис                       | 2               | Стала первой женщиной, выигравшей подряд четыре национальных первенства среди взрослых |
| 1991 | Силкен Лауман[b]                                       | Академическая гребля         | 1               | Первое место на чемпионате мира по академической гребле |
| 1992 | Силкен Лауман                                          | Академическая гребля         | 2               | Завоевала бронзовую медаль на Олимпийских играх менее через три месяца после серьёзной травмы, из-за которой врачи предрекали ей завершение карьеры                                                  |
| 1993 | Кейт Пейс                                              | Горнолыжный спорт            | 1               | Чемпионка мира в скоростном спуске |
| 1994 | Мириам Бедар[b]                                        | Биатлон                      | 1               | Завоевала две золотые медали на Олимпийских играх |
| 1995 | Сьюзан Ош                                              | Конькобежный спорт           | 1               | Завоевала серебряную и бронзовую медали на чемпионате мира, а также стала второй в общем зачёте в Кубке мира                                                                                         |
| 1996 | Элисон Сидор                                           | Велосипедный спорт           | 1               | Завоевала серебряную медаль на Олимпийских играх, стала чемпионом мира и обладательницей Кубка мира                                                                                                  |
| 1997 | Лори Кейн                                              | Гольф                        | 1               | Установила рекорд Канады, заработав 426 000 призовых за год |
| 1998 | Катриона Лемэй-Доан                                    | Конькобежный спорт           | 1               | Завоевала золотую и бронзовую медали на Олимпийских играх, обладательница Кубка мира на дистанциях 500 и 1000                                                                                        |
| 1999 | Нэнси Грин Спортсмен столетия[c]                       | Горнолыжный спорт            | —               | Завоевала золотую медаль на Олимпийских играх, двукратная чемпионка мира и шестрикратная чемпионка Канады                                                                                            |
| 2000 | Лори Кейн                                              | Гольф                        | 1               | Победитель трёх турниров Женской профессиональной ассоциации гольфа |
| 2001 | Катриона Лемэй-Доан                                    | Конькобежный спорт           | 2               | Чемпион мира и Канады, установила рекорд на дистанции 500 м |
| 2002 | Катриона Лемэй-Доан[b]                                 | Конькобежный спорт           | 3               | Завоевала золотую медаль на Олимпийских играх, стала чемпионкой мира и установила Олимпийский рекорд на дистанции 500 м                                                                              |
| 2003 | Пердита Фелисьен                                       | Лёгкая атлетика              | 1               | Чемпион мира в беге на 100 м с барьерами |
| 2004 | Лори-Энн Мюнцер                                        | Велосипедный спорт           | 1               | Завоевала золотую медаль на Олимпийских играх |
| 2005 | Синди Классен                                          | Конькобежный спорт           | 1               | Установила четыре мировых рекорда, и завоевала восемь золотых медалей на этапах Кубка мира |
| 2006 | Синди Классен[b]                                       | Конькобежный спорт           | 2               | Завоевала пять медалей (одну золотую, две серебряные и две бронзовые) на Олимпийских играх |
| 2007 | Хейли Виккенхайзер                                     | Хоккей с шайбой              | 1               | Была капитаном хоккейной команды, завоевавшей золотые медали на чемпионате мира. Самый ценный игрок турнира                                                                                          |
| 2008 | Шанталь Петиклер[b]                                    | Гонки на инвалидных колясках | 1               | Завоевала пять золотых медалей и установила три мировых рекорда на Паралимпийских играх |
| 2009 | Александра Возняк                                      | Теннис                       | 1               | Стала первой канадкой за последние 10 лет, дошедшей до четвёртого раунда турнира Большого Шлема |
| 2010 | Джоанни Рошетт                                         | Фигурное катание             | 1               | Завоевала бронзовую медаль на Олимпийских играх |
| 2011 | Дженнифер Хейл                                         | Фристайл                     | 1               | Завершила карьеру, выиграв две золотые медали в могуле на чемпионате мира |
| 2012 | Кристин Синклер[b]                                     | Футбол                       | 1               | Привела женскую сборную Канады по футболу к бронзовым медалям на летних Олимпийских играх 2012 года, установив рекорд турнира по количеству забитых мячей — 6, за что также получила «Золотую бутсу» |
| 2013 | Эжени Бушар                                            | Теннис                       | 1               | Дошла до 32 номера в рейтинге WTA, став новичком года |
| 2014 | Эжени Бушар                                            | Теннис                       | 2               | Дошла до 5 номера в рейтинге WTA, став самым прогрессирующим игроком года, а также дошла до финала Уимблдона                                                                                         |
| 2015 | Брук Хендерсон                                         | Гольф                        | 1               | Первая канадка за последние десять лет, выигравшая турнир LPGA Tour |
| 2016 | Пенни Олексяк[b]                                       | Плавание                     | 1               | Выиграла четыре медали по плаванию на летних Олимпийских играх 2016 года |
| 2017 | Брук Хендерсон                                         | Гольф                        | 2               | Выиграла два турнира LPGA Tour |
| 2018 | Брук Хендерсон                                         | Гольф                        | 3               | Выиграла два турнира LPGA Tour, стала первой канадкой за последние 45 лет, выигравшей открытый Кубок Канады по гольфу                                                                                |
| 2019 | Бьянка Андрееску[b]                                    | Теннис                       | 1               | Победительница Открытого чемпионата США и Открытого чемпионата Канады |
| 2020 | Кристин Синклер                                        | Футбол                       | 2               | Побила рекорд УЕФА по количеству голов за сборную (184), принадлежавший Эбби Уомбак (США) |
| 2021 | Лейла Фернандес                                        | Теннис                       | 1               | Финалистка Открытого чемпионата США |
| 2022 | Мари-Филип Пулен[b]                                    | Хоккей с шайбой              | 1               | Была капитаном женской сборной Канады по хоккею с шайбой завоевавшей золотые медали на Олимпийских играх и чемпионате мира                                                                           |
| 2023 | Саммер Макинтош                                        | Плавание                     | 1               | Двукратная чемпионка мира, защитила чемпионские титулы на дистанциях 200 м баттерфляем и 400 м комплексным плаванием. Установила два мировых рекорда                                                 |
| 2024 | Саммер Макинтош[b]                                     | Плавание                     | 2               | Четырёхкратная индивидуальная медалистка (в том числе трёхкратная чемпионка) Олимпийских игр, пятикратная медалистка (в том числе трёхкратная чемпионка) чемпионата мира на короткой воде            |